# CIBL-FM

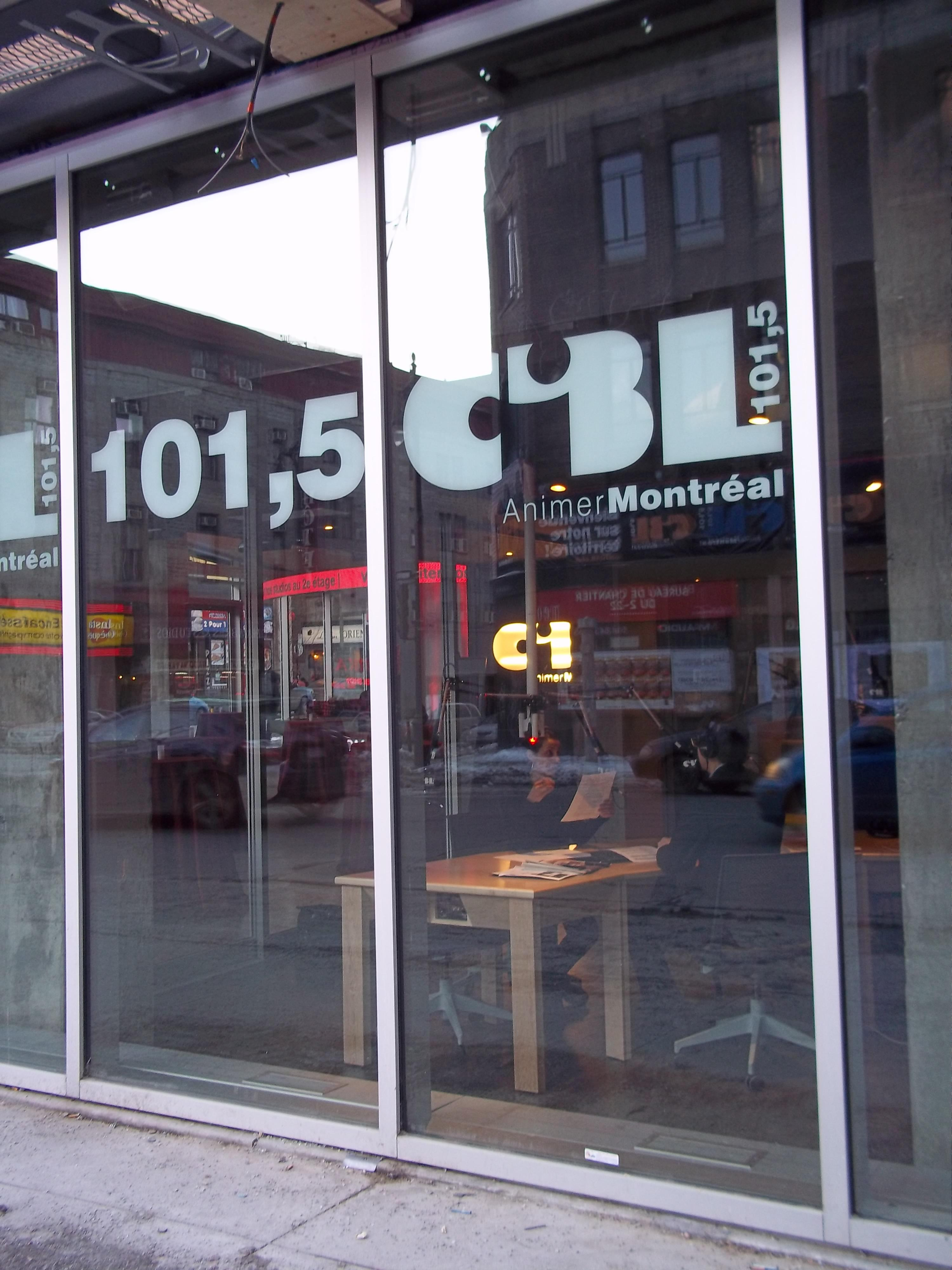
Studio de CIBL-FM 101,5, au 2-22 rue Sainte-Catherine Est, Montréal

CIBL 101,5, est une station de radio communautaire francophone basée à Montréal, Québec. Elle diffuse sur 101,5 MHz grâce à une antenne multidirectionnelle avec une puissance d'émission effective de 1000 watts.

## Historique

### 40 ans de radio
CIBL apparaît en 1980 et fonctionne sous une licence de radio communautaire. Jusqu'à l'adoption de sa nouvelle identité visuelle, en 2012, elle se présentait elle-même sous le nom de Radio-Montréal. Elle fonctionnait à l'origine dans la fréquence de 104,5 MHz avec une puissance de 16 watts depuis le sommet de l'une des pyramides du village olympique de Montréal. Sa cible était alors le district de Hochelaga-Maisonneuve. Son antenne et son émetteur sont maintenant situés au Stade olympique de Montréal à la fréquence 101,5 MHz et son signal couvre toute la ville depuis 1991.
À l'occasion des 30 ans de la station, un livre est publié par Chloé Sondervorst et Robert Blondin. Sur la base d'entrevues, de témoignages et d'archives, les auteurs y retracent l'histoire de CIBL.
En février 2012, le studio de CIBL déménage dans le nouvel Édifice 2-22, au coin des rues Sainte-Catherine Est et Saint-Laurent.
En 2015, CIBL célèbre ses 35 ans et lance une importante campagne de sociofinancement avec l'appui de RBO, afin de faire face à une situation économique jugée difficile.
Avril 2016 voit l'arrivée d'un nouveau directeur. Le français Arnaud Larsonneur, venu tout droit de TF1 et du groupe Lagardère (entreprise).
En juillet 2016, le groupe Cogeco Média s'engage à verser 375 000 $ à CIBL sur 3 ans. La nouvelle identité musicale de la station est alors confiée à XS La Petite Boîte à Musique tandis que les bénévoles apprennent que leurs émissions ne reviendront pas sur la grille de la rentrée.
Le 6 janvier 2018, CIBL met à pied tous ses employés et bénévoles à cause d'une « situation financière rendant impossible la poursuite des activités de l'organisation »,. Un nouveau Conseil d'administration est mandaté pour assainir les coffres de CIBL afin d'assurer sa pérennité et sauver la station d'une fermeture définitive. Depuis 2018, plus de 85 bénévoles s'impliquent pour garder en vie cette antenne citoyenne indispensable à Montréal.
En 2021, CIBL reprend de la vigueur et propose une nouvelle programmation avec une équipe renouvelé,.

### Personnalités publiques
La station est connue pour avoir servi de tremplin à plusieurs artistes et personnalités tels que le groupe Rock et Belles Oreilles, Marie-France Bazzo, Line Beauchamp, Bruno Blanchet, Alain Brunet, Jean-René Dufort, Catherine Ethier, Pascal Forget, Monique Giroux, Philippe Laguë, Marc-André Lussier, Mononc' Serge, Philippe Papineau, Catherine Pogonat et Philippe Renaud.

## Organisation

### Identité visuelle

Ancien logo de CIBL
Ancien logo de CIBL
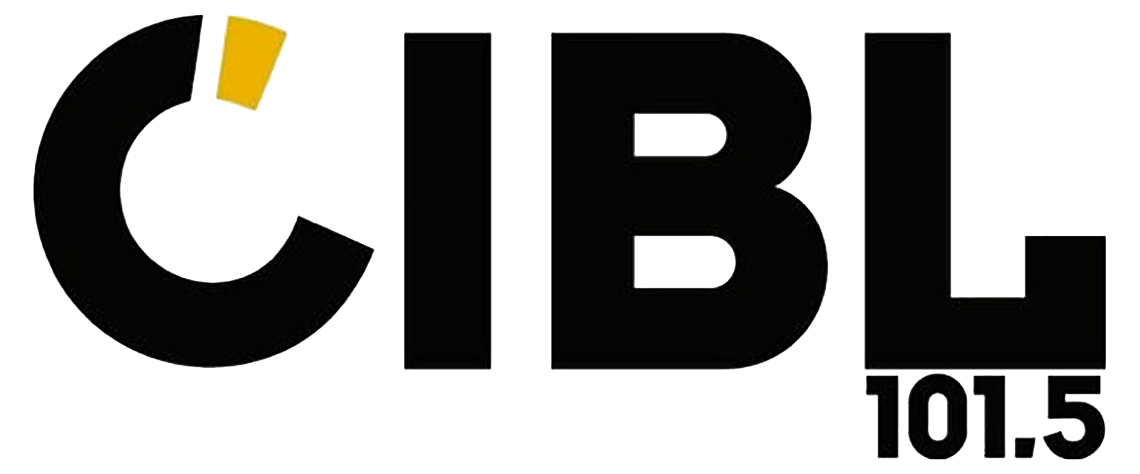
Logo actuel de CIBL

## Annexe